# Sonim
Sonim är en amerikansk tillverkare av mobiltelefoner. Företaget har utmärkt sig som tillverkare av extremt robusta och stöttåliga telefoner. Flertalet modeller är även dränkbara. Sonim vänder sig främst till marknader inom lant- och skogsbruk, räddningstjänst, försvarsmakt, entreprenad, petroleumindustri och äventyr. Områden där en telefon kan tänkas utsättas för hårda påfrestningar.